# Beluga-N-Serie
Die Beluga-N-Serie ist eine Klasse von Mehrzweckfrachtschiffen der ehemaligen Bremer Schwergutreederei Beluga Shipping.

## Geschichte
Die Schiffe sind eine Weiterentwicklung des von Conoship International in Groningen entworfenen Mehrzweckfrachtschifftyps Volharding 8700, der von 1996 bis 2000 auf der Werft Bodewes Scheepswerf Volharding in Foxhol gebaut wurde. Sie werden teilweise auch als Typ Volharding 9500 bezeichnet.
Die Beluga-N-Serie besteht aus neun Schiffen, die in zwei Serien gebaut wurden. Die erste Serie besteht aus drei Schiffen, die auf der niederländischen Werft Volharding Shipyard in Foxhol gebaut wurden. Anschließend wurden weitere sechs Schiffe des Typs auf der chinesischen Werft Qingdao Heshun Shipyard gebaut. Die beiden Serien unterscheiden sich durch unterschiedliche Krankapazitäten und wurden als N-80 bzw. N-120 bezeichnet. Das letzte Schiff der ersten Serie war die Beluga SkySails, mit der die SkySails-Technik des Hamburger Unternehmens SkySails, ein Zugdrachensystem zur Unterstützung des Vortriebs und damit verbundener Kraftstoffeinsparung, getestet wurde.
Ein Teil der Schiffe der Serie fuhr in Charter des Leeraner Reederei BBC Chartering. Die Schiffe bildeten dort den Typ BBC-9K-120A.
Infolge der Insolvenz der Beluga Group 2011 wurden die Schiffe verkauft und umbenannt.

## Beschreibung
Die Schiffe werden von einem Viertakt-Achtzylinder-Dieselmotor des Motorenherstellers Caterpillar (Typ: MaK 8M32C) mit 3840 kW Leistung angetrieben. Der Motor wirkt auf einen Verstellpropeller. Die Schiffe sind mit einem Bugstrahlruder mit 500 kW Leistung ausgestattet. Für die Stromerzeugung stehen ein Wellengenerator mit 813 kVA Scheinleistung sowie zwei von Dieselmotoren mit jeweils 335 kW Leistung angetriebene Generatoren zur Verfügung. Weiterhin wurde ein von einem Dieselmotor mit 70 kW Leistung angetriebener Notgenerator verbaut.
Die Schiffe verfügen über zwei boxenförmige Laderäume. Die Laderäume sind mit 14 Stapellukendeckeln verschlossen, die mithilfe eines Lukenwagens bewegt werden können. Laderaum 1 ist 39,96 m lang und 13,20 m breit. Er verjüngt sich im vorderen Bereich auf einer Länge von 14,11 m auf 5,20 m. Laderaum 2 ist 52,54 m lang und 13,20 m breit. Er verjüngt sich im hinteren Bereich auf einer Länge von 6,29 m auf 8,50 m. Die Laderäume sind 10,85 m hoch. Die Schiffe sind mit einem Zwischendeck ausgestattet, das in einer Höhe im Laderaum eingehängt werden kann. Im Unterraum steht dann eine Höhe von 4,55 m und im Oberraum von 5,64 m zur Verfügung. Die Kapazität der Laderäume beträgt 12.822 m³. Davon entfallen 5.354 m³ auf Laderaum 1 und 7.468 m³ auf Laderaum 2. Mit Zwischendeck verringert sich die Laderaumkapazität auf 11.831 m³ (5.006 m³ in Laderaum 1 und 6.825 m³ in Laderaum 2). Auf der Tankdecke steht eine Fläche von 1.148 m², auf dem Zwischendeck von 1.172 m² und auf den Lukendeckeln von 1.248 m² zur Verfügung (insgesamt 3.568 m²). Die Tankdecke kann mit 15 t/m², das Zwischendeck mit 3,5 t/m² und die Lukendeckel können mit 1,75 t/m² belastet werden. Die Zwischendeckspaneele können auch als Schotten zur horizontalen Unterteilung der Laderäume genutzt werden. Die Schotten können an acht Positionen errichtet werden.
Die Schiffe sind auf der Backbordseite mit zwei elektrohydraulisch angetriebenen Liebherr-Kranen ausgerüstet. Die Krane können beim Typ N-80 jeweils 40 t und beim Typ N-120 jeweils 60 t heben. Die Krane sind jeweils kombinierbar und können dann 80 bzw. 120 t heben.
Die Schiffe sind für den Transport von Containern vorbereitet. Die Containerkapazität beträgt 474 TEU bzw. 228 FEU und 18 TEU. Davon können 264 TEU oder 128 FEU und 8 TEU in den Laderäumen und 210 TEU oder 100 FEU und 10 TEU an Deck geladen werden. Befindet sich das Zwischendeck an Bord, reduziert sich die Containerkapazität auf 418 TEU. Bei homogener Beladung mit 14 t schweren Containern beträgt die Kapazität 333 TEU. In Laderaum 1 und an Deck können sechs 20-Fuß-Container hintereinander, in Laderaum 2 und an Deck können acht 20-Fuß-Container hintereinander geladen werden. In den Räumen können vier Container übereinander und fünf Container nebeneinander und an Deck bis zu vier Container übereinander und fünf Container nebeneinander (vier neben den Kranen) geladen werden. Für Kühlcontainer stehen 20 Anschlüsse zur Verfügung.
Die Decksaufbauten befinden sich im hinteren Bereich der Schiffe. Hinter dem Deckshaus befindet sich auf der Backbordseite ein Freifallrettungsboot.

## Schiffe

### Übersicht
| Beluga-N-Serie    | Beluga-N-Serie | Beluga-N-Serie                  | Beluga-N-Serie | Beluga-N-Serie                                   | Beluga-N-Serie |
| Bauname           | Typ            | Bauwerft Baunummer              | IMO-Nummer     | Kiellegung Stapellauf Fertigstellung             | Spätere Namen und Verbleib |
| ----------------- | -------------- | ------------------------------- | -------------- | ------------------------------------------------ | --- |
| Beluga Nomination | N-80           | Volharding Shipyard 625         | 9356402        | 13. März 2006                                    | 2006: BBC Ireland, 2009: Beluga Nomination, 2011: Nomination, 2011: Thorco Attraction, 2017: Unispirit                                                                     |
| Beluga Navigation | N-80           | Volharding Shipyard 626         | 9356414        | 21. Juli 2006                                    | 2006: BBC Trinidad, 2009: Beluga Navigation, 2011: Thorco Ambition, 2016: Unisky                                                                                           |
| Beluga SkySails   | N-80           | Volharding Shipyard 633         | 9399129        | 30. Juni 1998 22. Juli 2007 Dezember 2007        | 2018: BBC Skysails, 2019: Onego Deusto |
| Dutch Carina      | N-120          | Qingdao Heshun Shipyard 634     | 9448451        | 12. Dezember 2007 9. März 2008 20. März 2009     | 2009: Beluga Nation, 2009: BBC New York, 2011: Nina Scan, 2013: Thorco Adventure, 2014: BBC New York, 2015: Ikon Star, 2016: BBC New York, 2019: ARA Hamburg, 2022: Unisun |
| Dutch Maren       | N-120          | Qingdao Heshun Shipyard HS-8502 | 9484194        | Juni 2007 Juni 2009 21. Juli 2009                | 2009: Beluga Negotiation, 2009: BBC Niteroi, 2011: Nikita Scan, 2013: Thorco Atlas, 2014: BBC Niteroi, 2014: Thorco Arviat, 2017: John Rae, 2018: Uniscout                 |
| Dutch Regina      | N-120          | Qingdao Heshun Shipyard HS-8503 | 9484209        | 12. Dezember 2007 29. Mai 2009 15. Dezember 2009 | 2009: Beluga Notion, 2011: BBC Newcastle, 2011: Thorco Arctic, 2017: BBC Newcastle, 2022: Unisoul                                                                          |
| Dutch Verena      | N-120          | Qingdao Heshun Shipyard HS-8504 | 9484223        | 12. Dezember 2007 17. Juni 2010                  | 2010: Beluga Novation, 2011: BBC Naples, 2013: Thorco Avantgarde, 2016: BBC Naples                                                                                         |
| Dutch Katja       | N-120          | Qingdao Heshun Shipyard HS-8505 | 9484235        | 2. Dezember 2010                                 | 2010: Beluga Notification, 2011: Rocco, 2011: Thorco Atlantic, 2018: Unistream                                                                                             |
| Dutch Verena      | N-120          | Qingdao Heshun Shipyard HS-8506 | 9484247        | 12. Dezember 2007 17. August 2011                | Beluga Notation (geplant), 2011: Enya, 2012: Thorco Amber, 2017: Unisea, 2022: O7 Vega S                                                                                   |

### Piratenangriffe
Am 21. August 2008 wurde die in Charter der Leeraner Reederei BBC Chartering fahrende BBC Trinidad im Golf von Aden von somalischen Piraten überfallen. Das Schiff befand sich mit dreizehn Besatzungsmitgliedern, dem slowakischen Kapitän, zwei russischen und zehn philippinischen Seeleuten, auf dem Weg von Houston in den USA nach Maskat in Oman.
Am 11. September 2008 wurde das Schiff von den Piraten freigegeben. Nach Medienberichten wurde etwas mehr als 1 Mio. US-Dollar Lösegeld gezahlt.
Am 22. Januar 2011 überfielen somalische Piraten die Beluga Nomination, sie sich zu diesem Zeitpunkt nördlich der Seychellen im Indischen Ozean auf dem Weg von Malta nach Südkorea befand. An Bord waren zwölf Seeleute, der polnische Kapitän zwei Ukrainer, zwei Russen und sieben Philippiner.
Bei einem Befreiungsversuch durch das dänische Kommando- und Unterstützungsschiff HDMS Esbern Snare und einem Patrouillenboot der Seychellen wurden ein oder zwei Piraten getötet. Ein Besatzungsmitglied flüchtete mit dem Freifallrettungsboot der Beluga Nomination, zwei weitere Seeleute sprangen über Bord. Einer von ihnen wurde von dem Besatzungsmitglied im Freifallrettungsboot aufgenommen, der andere wurde nicht gefunden. Zwei Seeleute an Bord des Schiffes wurden von den Piraten getötet.
Das Schiff wurde am 13. April 2011 freigegeben. Angeblich sollen 5 Mio. US-Dollar Lösegeld gezahlt worden sein.